# Казело Векио (Ређо Емилија)
Казело Векио је насеље у Италији у округу Ређо Емилија, региону Емилија-Ромања.
Према процени из 2011. у насељу је живело 9 становника. Насеље се налази на надморској висини од 377 м.